# Ciarano de Clonmacnoise
Ciarano de Clonmacnoise fue uno de los santos celtas y obispos de Irlanda. Fue llamado Ciarano el Joven para distinguirlo de Ciarán de Saigir. Fue uno de los doce apóstoles de Irlanda. 

## Biografía
Ciarán Mac an Tsair nació hacia 516 en el condado de Roscommon, Connacht, Irlanda hijo de un carpintero y carretero, y de niño trabajó como pastor de ganado. Fue alumno de Finiano de Clonard en la abadía de Clonard. Después, abandonó Clonard por las islas Aran donde estudió bajo el mandato de Enda de Arán, que le acompañó en la construcción de la iglesia y el monasterio en el centro de Irlanda. En 545 fundó el monasterio de Clonmacnoise; murió un año después por la peste a los treinta años.
La leyenda cuenta que fue su vaca, que se llevó con él como medio de pago cuando se fue de Clonard, y dio leche para todos en la abadía, la que suministró el pergamino para el Leabha na huidre (Libro de la Vaca Parda), una de las más antiguas colecciones literarias irlandesas, compiladas por un escriba antes de 1106.